# Мурав'янка-прудкокрил рудобока
Мурав'янка-прудкокрил рудобока (Hypocnemis flavescens) — вид горобцеподібних птахів родини сорокушових (Thamnophilidae). Мешкає в Південній Америці. Раніше вважався конспецифічним зі співочою мурав'янкою-прудкокрилом.

## Підвиди
Виділяють два підвиди:
- H. f. flavescens Sclater, PL, 1865 — східна Колумбія, південна Венесуела і північно-західна Бразилія;
- H. f. perflava Pinto, 1966 — північна Бразилія (центральна Рорайма).

## Поширення і екологія
Рудобокі мурав'янки-прудкокрили мешкають в Колумбії, Венесуелі і Бразилії. Вони живуть в підліску вологих рівнинних тропічних лісів і у варзейських лісах (тропічних лісах у заплавах Амазонки і її притоків). Живляться комахами та іншими безхребетними.